# Premier-Maître L'Her
Le Premier-Maître L'Her (indicatif visuel F792) est un aviso de type A69 de la Marine nationale française, douzième des dix sept navires de la  classe d'Estienne d'Orves. Il est admis au service en décembre 1981 et retiré du service en juillet 2024. Il a été nommé en hommage à Jean-François L'Her, officier marinier,  mort pour la France en mai 1940. La ville marraine du navire était Kerlouan où était né celui-ci.

## Missions
Les missions du bâtiment sont multiples : soutien de la Force océanique stratégique, contrôle et défense des approches maritimes (en particulier dans le domaine de la lutte anti-sous-marine par petit fond), présence maritime française dans le monde, lutte contre la piraterie et les trafics illicites, missions de service public (sauvetage de vies humaines, surveillance de la ZEE française, contrôle de la navigation commerciale). Il est régulièrement intégré dans les forces militaires de l’OTAN dans le cadre de missions ponctuelles.

## Carrière opérationnelle
L'aviso Premier-Maître L'Her est mis à l'eau le 28 juin 1980 à Lanester dans le Morbihan.
Il est armé pour essais le 18 avril 1981, et débute ses essais à la mer le 2 juin. Il entame sa traversée de longue durée le 27 septembre. Il fait escale à Dakar, Rio-de-Janeiro, Natal, La Guairia, Fort-de-France  puis rentre à Lorient le  16 novembre. Il est ensuite basé à Toulon.
En 1982, il effectue un premier déploiement en Méditerranée du  29 janvier au  28 février. Entre le  16 mars et le  12 juillet, il se rend en océan Indien, puis après la revue navale du  14 juillet au large de Toulon, il patrouille en Méditerranée orientale dans le cadre de la mission Olifant 4 au large du Liban.
En 1994, le mortier de 375 mm est remplacé par un système de communication par satellite Syracuse et un lanceur double Simbad pour missile anti-aérien Mistral.
Le Premier-Maitre L'Her est basé à Brest le 26 juin 2000.
Après un déploiement aux Antilles début 2001, l'aviso participe à la mission Corymbe 62 jusqu'en février 2002. Il part ensuite pour l’océan Indien dans le cadre de la mission Herakles de juin à octobre.
En 2003, après avoir pris part aux opérations anti-pollution faisant suite au naufrage du pétrolier Prestige, le bâtiment participe à l'exercice Spontex 03 jusqu'au 28 mars, puis se rend en mer du Nord (escales à Bergen, Gdynia, Kiel, Den Helder, Zeebrugge). Il est a Dublin le 12 décembre.
Le 1er janvier 2009, l'aviso Premier-Maître L'Her, qui participe à l'opération anti-piraterie européenne Atalante à l'est du golfe d'Aden, répond par deux fois à des appels de détresse d'un cargo battant pavillon du Panama. Après le second appel de détresse du cargo — les pirates ayant pris la fuite peu avant lors du premier — l'aviso repère puis stoppe les deux embarcations des pirates à bord desquelles se trouvaient huit Somaliens, armés de six fusils d'assaut AK-47 et d'un lance-roquettes RPG-7. Les pirates présumés sont alors retenus à bord du Premier-Maître L'Her en route vers la côte somalienne pour « les remettre aux autorités de ce pays »,.
Au mois de février 2013 le navire participe à l'opération Serval pendant un mois.
Au 13 novembre 2013, le bâtiment se trouve en mission dans l'océan Atlantique dans le cadre de l'opération Corymbe un dispositif naval visant à assurer la présence permanente d'un bâtiment dans le golfe de Guinée et au large des côtes d'Afrique de l'Ouest.
Du 21 octobre 2017 au 20 décembre 2017, le bâtiment se trouve engagé dans la mission EUNAVFOR MED Sophia au cours de laquelle il participe au sauvetage de deux embarcations en difficulté. Il était notamment sur zone lors des événements du 6 novembre 2017.
Le bateau participe à la mission Corymbe du 12 mars 2018 au 15 mai 2018 en prenant part notamment à l'exercice African NEMO 18.2 qui vise à renforcer la coopération des États riverains du golfe de Guinée afin de lutter contre l’insécurité maritime dans la zone.
Du 29 mars au 15 avril 2019, le PM L'Her participe à l'exercice OTAN Joint Warrior. Malgré ses faibles moyens de détection, il est nommé chef de la lutte anti-sous-marine.
Le 25 mars 2023, le pétrolier danois, sous pavillon libérien, Monjasa Reformer est confronté à un acte de piraterie, au large des côtes congolaises. Le PM L'Her, alors amarré à Libreville au Gabon, est dépêché sur la zone de recherche le 27 mars. Le 30 mars 2023, le pétrolier danois est retrouvé par l'aviso, à l'aide de l'un de ses drones de reconnaissance, et le bâtiment est escorté le lendemain jusqu'au port de Lomé au Togo. À la suite de cette opération, il réalise une importante saisie de 4,7 tonnes de cocaïne sur un navire battant pavillon de Saint-Christophe-et-Niévès au large des côtes africaines.
Il appareille pour son dernier grand déploiement depuis Brest le 19 février 2024 pour une mission de deux mois dans l'Atlantique Nord. Il termine ensuite sa carrière en réalisant des surveillances des approches maritimes pour la Force océanique stratégique, avant d'être désarmé le 1er juillet 2024. Il a navigué près de 800 000 milles nautiques au cours de ses 43 années de service. La dernière cérémonie des couleurs a lieu le 3 octobre.

## Destruction comme navire cible
Préalablement dépollué, il est coulé comme cible par grande profondeur dans le golfe de Gascogne le 14 décembre 2024 lors du premier tir en conditions réelles de la  torpille lourde F21 tirée depuis un sous-marin nucléaire d'attaque qui coupe alors la coque en deux.